# Тысячелистник птармика
Тысячели́стник пта́рмика, или Чихо́тная трава́, или Чихо́тник обыкнове́нный (лат. Achilléa ptármica), — вид многолетних трав рода Тысячелистник (Achillea) семейства Астровые (Asteraceae), или Сложноцветные (Compositae). Произрастает в преимущественно в Европе.

## Название
Научное название рода происходит от субстантивированной формы прилагательного женского рода к др.-греч. ἀχίλλειος (achílleios «Ахиллов»). Так в Греции называлось некое растение, которое получило своё название в честь Ахилла, Ахиллеса (Achilleus, -eos = Achílles), сына Пелея и Фетиды, мифологического героя Троянской войны, воспитанника кентавра Хирона, который применял это растение как средство, излечивающее раны.
Видовое название (ptarmica) перенесено К. Линнеем от родственного рода Чихотник (Птармика) — растения, вызывающего чихание (от лат. ptarmicum «чихательное средство» < др.-греч. πταρμός «чихать»).
Местными названиями этого растения являются кровавник приозерник белый (на всей территории РСФСР), змеевица (Могилёвская область), серпориз (Воронежская область), девятигрыжевая трава (Пермская область), белая девятиха (Архангельская область), матрешка (Горьковская область).

## Ботаническое описание

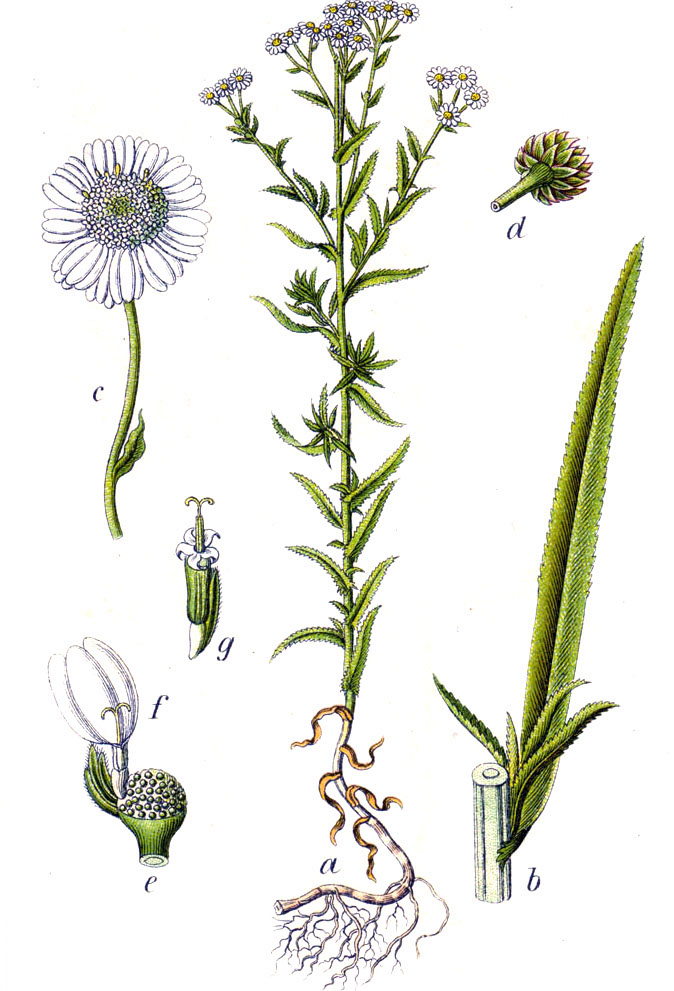

Многолетник с ползучим корневищем. Стебель высотой 30—100 см. Листья цельные, сидячие, линейные или линейно-ланцетные, с зубчатым краем, причём размер зубчиков увеличивается от основания листовой пластинки к кончику; обычно голые или слегка опушены рассеянными волосками (кроме самых верхних); все или хотя бы нижние листья без точечных желёзок.

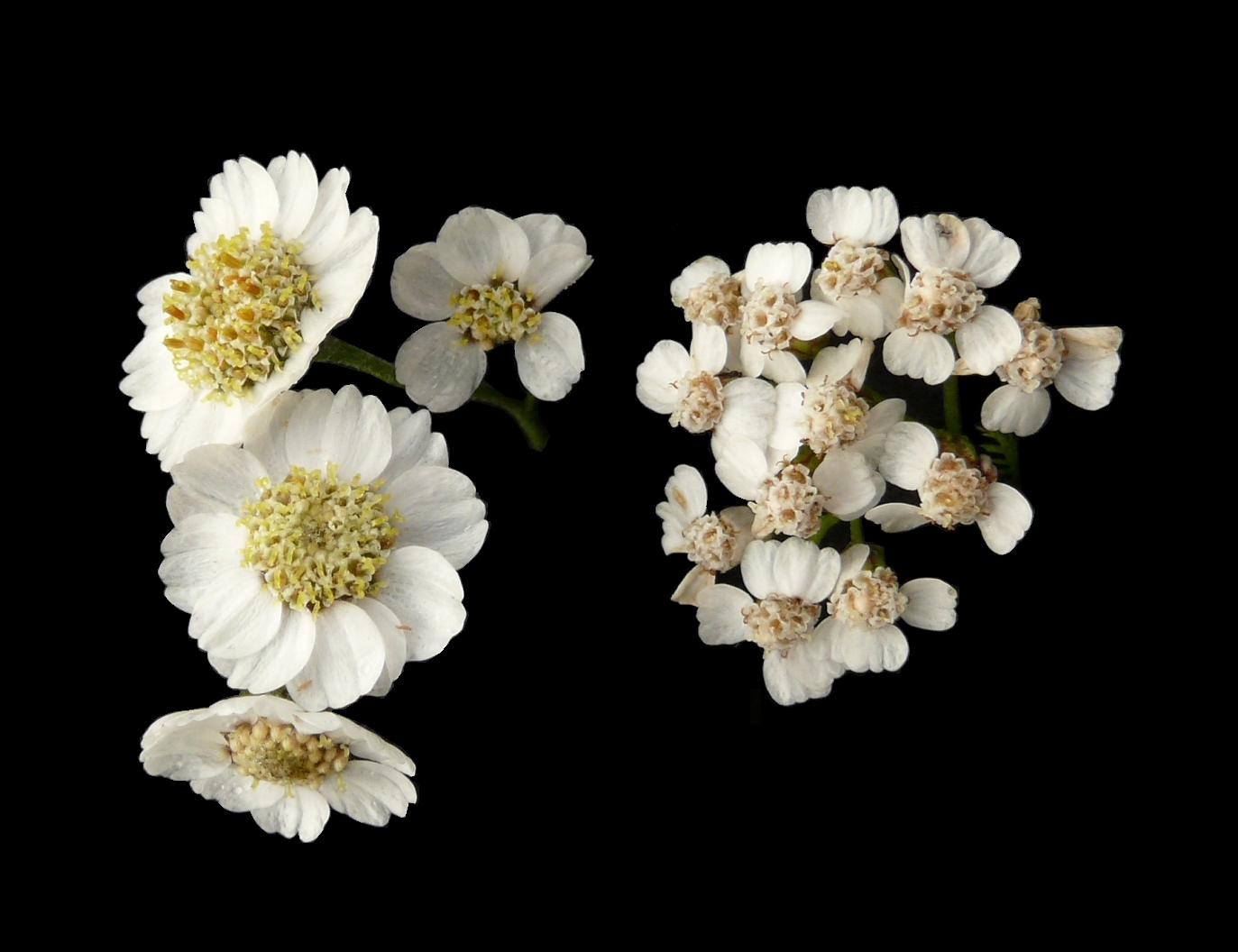
Соцветия тысячелистника птармики (слева) и, для сравнения, тысячелистника обыкновенного (справа)

Корзинки 6—9 мм в диаметре, немногочисленные, собраны в щиток; все цветки белые: краевые — ложноязычковые, в числе с 8—14, с отгибом 4—6 мм длиной, срединные — трубчатые. Обёртки корзинок 6—8 мм в диаметре, с короткими (до 1,5 раз) наружными по сравнению с внутренними листочками.
Плод — заметно сплюснутая крылатая семянка с двумя выступающими рёбрами. Цветёт в июне—сентябре, плоды созревают в июле—октябре.

## Распространение и среда обитания
Природный ареал — практически вся Европа от Норвегии на севере до северной части Италии и Испании на юге, от Британских островов на западе до Польши и Прибалтики на востоке. В России произрастает на европейской части, как заносное встречается в Западной Сибири. Вид занесён и натурализовался в Северной Америке.
Растёт на сырых и заболоченных лугах, по берегам водоёмов, в зарослях кустарников, по опушкам.

## Значение и применение

### Хозяйственное значение
Засоряет преимущественно посевы многолетних трав и озимые культуры. Встречается также на окраинах полей, огородах, рассеянно или группами, но иногда в большом количестве. Меры борьбы: очистка посевного материала или почвы от семян чихотника обыкновенного, регулярное уничтожение его корневищ при механической обработке почвы и гербицидами.

### Медицинское применение
Используется в народной медицине.

### Другое применение
Используется как декоративное растение в садах. Выведено множество сортов:
- Achillea ptarmica 'Angel's Breath'
- Achillea ptarmica 'Ballerina'
- Achillea ptarmica 'Boule de Neige'
- Achillea ptarmica 'Gypsy White'
- Achillea ptarmica 'Nana Compacta'
- Achillea ptarmica 'Noblessa'
- Achillea ptarmica 'Major'
- Achillea ptarmica 'Perle Blaupunktu Balerina'
- Achillea ptarmica 'Perry's White'
- Achillea ptarmica 'Schnee Ball'
- Achillea ptarmica 'Stephanie Cohen'
- Achillea ptarmica 'The Pearl'

## Классификация

### Таксономия[7]
Achillea ptarmica L., 1753, Sp. Pl. : 898
Вид Тысячелистник птармика относится к роду Тысячелистник семействa Астровые (Asteraceae) порядка Астроцветные (Asterales). Кладограмма в соответствии с Системой APG IV:
|  |                                      |  |                                   |                                   |                    |  | ещё 10 семейств | ещё 10 семейств |                        |  |                         |  | еще 182 подтвержденных и 200 в статусе "непроверенных" видов и инфравидовых таксонов | еще 182 подтвержденных и 200 в статусе "непроверенных" видов и инфравидовых таксонов |  |
|  |                                      |  |                                   |                                   |                    |  | ещё 10 семейств | ещё 10 семейств |                        |  |                         |  | еще 182 подтвержденных и 200 в статусе "непроверенных" видов и инфравидовых таксонов | еще 182 подтвержденных и 200 в статусе "непроверенных" видов и инфравидовых таксонов |  |
|  |                                      |  |                                   | порядок Астроцветные              |                    |  |                 |                 | род Тысячелистник      |  |                         |  |                                                                                      |                                                                                      |  |
|  |                                      |  |                                   | порядок Астроцветные              |                    |  |                 |                 | род Тысячелистник      |  | 8 инфравидовых таксонов |  |                                                                                      |                                                                                      |  |
|  | отдел Цветковые, или Покрытосеменные |  |                                   |                                   | семейство Астровые |  |                 |                 | Тысячелистник птармика |  |                         |  |                                                                                      |                                                                                      |  |
|  | отдел Цветковые, или Покрытосеменные |  |                                   |                                   |                    |  |                 |                 |                        |  |                         |  |                                                                                      |                                                                                      |  |
|  |                                      |  | ещё 63 порядка цветковых растений | ещё 63 порядка цветковых растений |                    |  |                 | ещё 1804 рода   | ещё 1804 рода          |  |                         |  |                                                                                      |                                                                                      |  |
|  |                                      |  |                                   | ещё 63 порядка цветковых растений |                    |  |                 |                 | ещё 1804 рода          |  |                         |  |                                                                                      |                                                                                      |  |

### Инфравидовые таксоны
- в статусе подтвержденных
  - Achillea ptarmica subsp. macrocephala  (Rupr.) Heimerl 
  - Achillea ptarmica subsp. ptarmica

- в статусе непроверенных
  - Achillea ptarmica f. multiplex  (Reyn.) Heimerl 
  - Achillea ptarmica var. godroniana  Heimerl 
  - Achillea ptarmica var. grandiflora  (M.Bieb.) Heimerl 
  - Achillea ptarmica var. latifolia  Heimerl 
  - Achillea ptarmica var. ruprechtiana  Heimerl 
  - Achillea ptarmica var. vulgaris  Heimerl

| |  |  |  |
| Слева направо: лист, соцветие; корзинки двух видов тысячелистника — птармики и обыкновенного; махровая садовая форма |  |  |  |